# Глинський Іван Олександрович
Іва́н Олекса́ндрович Гли́нський — перший відомий за джерелами представник княжого роду Глинських, що жив десь в кінці XIV — першій половині XV століття. 
Був одружений з Анастасією, донькою Данила Острозького. Мав трьох синів: Бориса, Федора та Семена.
Згідно з генеалогічною традицією роду Глинських Іван був сином Олександра Мансуровича та правнуком Мамая.